# 相干长度
在物理学中，相干长度表示的是相干波（例如电磁波）保持一定的相干度进行传播的距离，在全息摄影与通信工程领域是一个重要的概念。当相干波路径间的差距小于相干长度时，可明显观测到干涉现象。相干长度越长的波，越接近完美的正弦波。
若把相干波想象成一列在國慶閱兵时踏正步前進的隊伍，在理想情况下，每個成員都應該同時抬腿，也同時落腳。但是當隊伍过長時，若每个士兵只根据自己前方的同伴调整步伐，位于队伍后端的士兵的抬腿和落腳時間就会开始和最前领头的士兵产生细微的差异。由此可以定义，阅兵队伍的“相干长度”为：保证头尾所有士兵动作完全同步一致的队伍长度上限。如果隊伍內大家同時抬腿同時落腳的這段距離（範圍）越長，則相干長度越長。
本条目主要讨论的是经典电磁场中的相干现象。量子力学中波函数的量子相干长度是经典相干长度在数学意义上的类比概念。

## 公式
在无线电频段（radio-band）系统中，相干长度可用下式粗略计算
{\displaystyle L={c \over n\,\Delta f},}
其中 c 表示真空中的光速，n 表示介质的折射率，{\displaystyle \Delta f} 表示波源的带宽。
在光学通信（optical communications）中，假设波源的发射光谱是一个高斯分布，则相干长度 {\displaystyle L} 可由下式给出
{\displaystyle L={\sqrt {2\ln(2) \over \pi n}}{\lambda ^{2} \over \Delta \lambda },}
其中 {\displaystyle \lambda } 表示波源的中心波长，{\displaystyle n} 表示介质的折射率，{\displaystyle \Delta \lambda } 表示波源的谱宽。若波源光谱的半峰全宽为 {\displaystyle \Delta \lambda }，则 ±{\displaystyle L} 的路径偏移将会使干涉可见度减少到50%。
上述的表达式常用于近似计算。由于波源谱宽的定义较为含糊，相干长度的下述定义被提出：
相干长度可被迈克耳孙干涉仪测量，是干涉可见度等于 {\displaystyle 1/e=37\%} 的自相干（self-interfering）激光的光程差。干涉可见度（或条纹可见度，“fringe visibility”）被定义为
{\displaystyle V={I_{\max }-I_{\min } \over I_{\max }+I_{\min }},\,}
其中 {\displaystyle I} 表示条纹（fringe）的强度。
在长距离的传输系统中，相干长度可能会因为某些传播因素（propagation factors）而被削减，例如色散、散射和衍射。

## 激光
多模（multimode）氦氖激光的相干长度一般为20厘米，而单模（singlemode）的相干长度可超过100米。一些半导体激光的相干长度可达几百米，但小型的简易半导体激光的相干长度较短（某二极管激光器的相干长度为20厘米）。谱线宽度为几千赫兹的单模纤维激光器的相干长度能大于100公里。光学频率梳由于梳齿之间狭窄的谱线宽，也可以达到相似的相干长度。